# Tomatlán (Puebla)
Tomatlán es una localidad del estado mexicano de Puebla. Es cabecera del municipio de Zacatlán.

## Demografía
| Censo | Población |
| ----- | --------- |
| 1900  | 1 307     |
| 1910  | 3 095     |
| 1921  | 1 595     |
| 1930  | 1 613     |
| 1940  | 1 530     |
| 1950  | 1 714     |
| 1960  | 1 862     |
| 1970  | 1 797     |
| 1980  | 1 553     |
| 1990  | 1 599     |
| 1995  | 1 720     |
| 2000  | 1 877     |
| 2005  | 1 744     |
| 2010  | 2 006     |
| 2020  | 2 181     |